# J'aime (Facebook)
Pour les articles homonymes, voir Like.

L'actuel bouton j'aime de Facebook.

Le j'aime (en anglais : like) de Facebook est un bouton j'aime qui permet à un utilisateur de manifester son intérêt pour un contenu du site (page personnelle, commentaire ou post).

## Historique

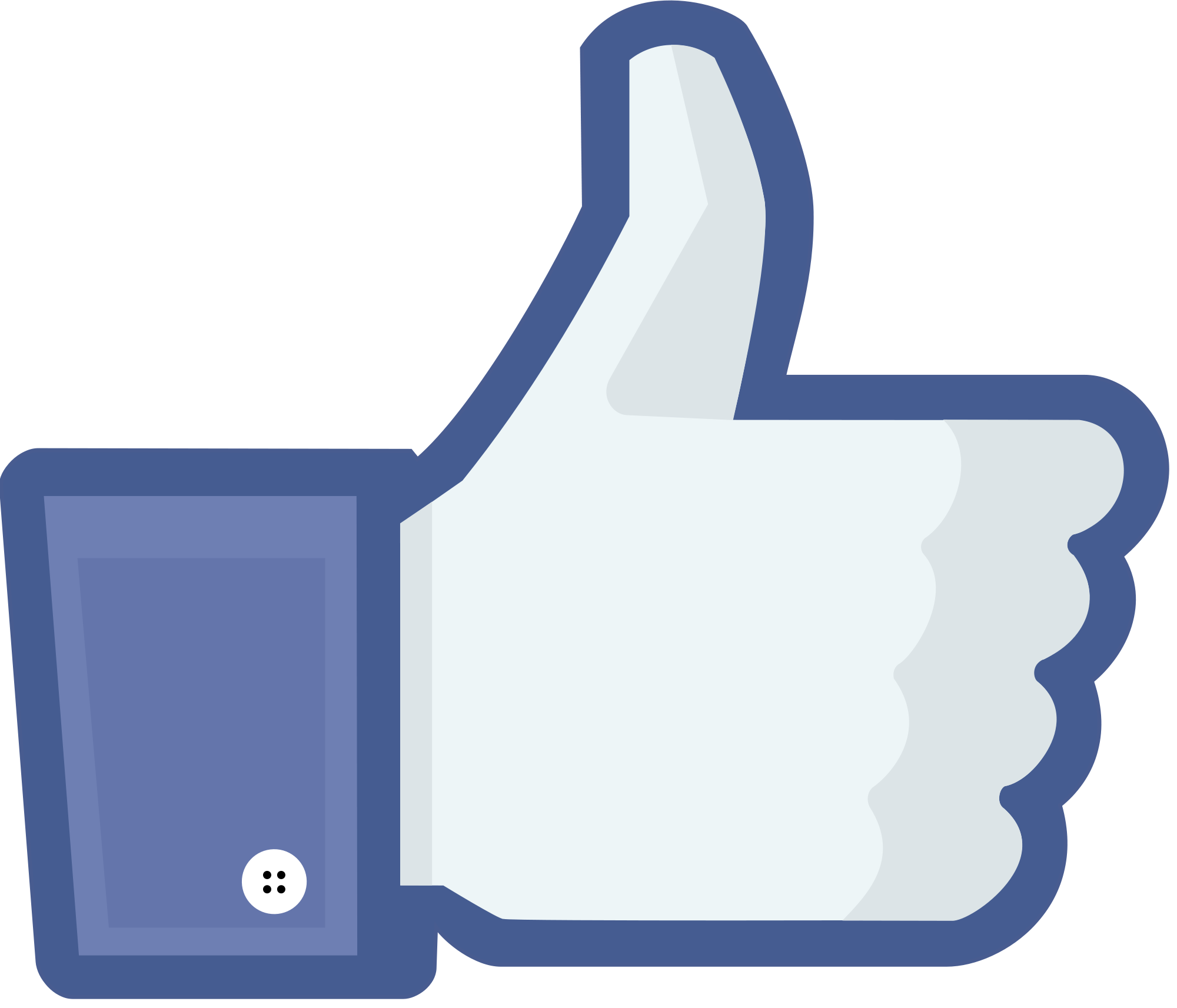
Ancien bouton j'aime de Facebook.

Le bouton j'aime de Facebook a été exporté dès avril 2010 sur la plupart des sites web publiant du contenu, afin de créer un lien entre le contenu en question et l'utilisateur, qui peut ainsi partager ses « j'aime » externes avec sa communauté Facebook.
En 2016, Facebook lance une extension de son bouton j'aime avec 5 nouvelles émoticônes permettant aux utilisateurs de partager leur humeur sur chaque publication postée sur le réseau social. L'humeur « énervé » (Grrr) est un équivalent du bouton je n'aime pas qui n'existe pas sur Facebook. Un bouton de remerciement en forme de fleur faisait à l'origine partie de la mise à jour, mais fut par la suite retiré.
Le 17 avril 2020, durant la pandémie de Covid-19, un émoticône « Solidaire » représentant un personnage faisant un câlin à un cœur est ajouté sur la plateforme.

## Critiques
Ce bouton a souvent été comparé à un pixel espion, du fait du suivi de l'activité des utilisateurs, qui entraîne une publicité ciblée — comme le ciblage comportemental — combinée à des données personnelles. Ceci peut être considéré comme une violation de la sécurité du navigateur ainsi que de celle d'Internet,,,,.

## Dans la culture
En Amérique latine, l'organisation non gouvernementale TECHO a utilisé un dérivé du bouton j'aime de Facebook dans leurs campagnes, comme symbole de l'insatisfaction envers la pauvreté et le logement déplorable dans les bidonvilles.

## Aspects juridiques
La Cour européenne de justice, saisie par un tribunal allemand sur la base de la directive européenne de 1995 sur la protection des données antérieure au RGPD, a estimé que « le gestionnaire d’un site Internet équipé du bouton j'aime de Facebook peut être conjointement responsable, avec Facebook, de la collecte et de la transmission à Facebook des données à caractère personnel des visiteurs de son site ».